# NCIS: New Orleans (4.ª temporada)
A quarta temporada da série NCIS: New Orleans estreou em 26 de setembro de 2017 no CBS. A série continua a ser emitida seguindo Bull, as Tercas-feiras as 10:00pm (ET) e a temporada contém 24 episódios.

## Elenco e Personagens
- Scott Bakula como Dwayne Cassius Pride
- Lucas Black como Christopher LaSalle
- Vanessa Ferlito como Tammy Gregorio
- Rob Kerkovich como Sebastian Lund
- Daryl "Chill" Mitchell como Patton Plame
- Shalita Grant como Sonja Percy
- C. C. H. Pounder como Loretta Wade

## Episódios
| N.º na série | N.º na temp. | Título                              | Dirigido por        | Escrito por                                                                                 | Exibição original       | Audiência (milhões) |
| --- | ------------ | ----------------------------------- | ------------------- | ------------------------------------------------------------------------------------------- | ----------------------- | ------------------- |
| 72 | 1            | "Rogue Nation"                      | James Hayman        | Brad Kern                                                                                   | 26 de setembro de 2017  | 8.78                |
| Com Pride em licença administrativa, a equipe passa a ser comandada pela Supervisora Paula Boyd (Becky Ann Baker). Enquanto isso, a equipe investiga o roubo de material radiativo e descobre que o responsável está construindo uma bomba suja.                                                  |              |                                     |                     |                                                                                             |                         |                     |
| 73 | 2            | "#1 Fan"                            | Hart Bochner        | Zach Strauss                                                                                | 3 de outubro de 2017    | 9.23                |
| Uma misteriosa mulher procura a equipe alegando ter informações sobre um assassino em série. As coisas tomam um rumo dramático quando a mulher sequestra Pride. |              |                                     |                     |                                                                                             |                         |                     |
| 74 | 3            | "The Asset"                         | Tony Wharmby        | Christopher Silber                                                                          | 10 de outubro de 2017   | 9.52                |
| A equipe alia-se novamente ao FBI quando um agente operativo russo desaparece. Tammy Gregorio volta a formar parceria com a ex-espiã Eva Azarova, por quem sente uma forte atração. |              |                                     |                     |                                                                                             |                         |                     |
| 75 | 4            | "Dead Man Calling"                  | Tony Wharmby        | Christopher Silber                                                                          | 17 de outubro de 2017   | 9.54                |
| Pride e sua equipe investigam o assassinato de um sub-oficial, na mesma cena de um crime não solucionado de 150 anos atrás. Gregorio revela que tem medo de fantasmas ao descobrir que o caso está conectado a uma sessão espírita.                                                               |              |                                     |                     |                                                                                             |                         |                     |
| 76 | 5            | "Viral"                             | LeVar Burton        | Chad Gomez Creasey                                                                          | 24 de outubro de 2017   | 9.52                |
| Sebastian é colocado em licença administrativa, quando um alvo de alto valor é encontrado morto com um tiro de sua arma. |              |                                     |                     |                                                                                             |                         |                     |
| 77 | 6            | "Acceptable Loss"                   | Mary Lou Belli      | Brooke Roberts                                                                              | 31 de outubro de 2017   | 8.86                |
| A equipe investiga o assassinato de um sub-oficial que foi morto de uma maneira misteriosa. Eles logo lutam para encontrar provas enquanto o perpetrador cobre seus rastros. Enquanto isso, o pai de LaSalle visita Nova Orleans para discutir sobre os negócios da família.                      |              |                                     |                     |                                                                                             |                         |                     |
| 78 | 7            | "The Accident"                      | LeVar Burton        | Ron McGee & Michael Gemballa                                                                | 7 de novembro de 2017   | 9.22                |
| Patton fica em situação desconfortável ao ter que trabalhar com sua ex-esposa quando seu trabalho em prol de veteranos feridos é invadido por hackers. |              |                                     |                     |                                                                                             |                         |                     |
| 79 | 8            | "Sins of the Father"                | James Whitmore, Jr. | Paul Guyot                                                                                  | 14 de novembro de 2017  | 9.67                |
| Danny, filho de Loretta, pede ajuda a Pride quando sua namorada desaparece. O diretor do NCIS manda Pride consultar um terapeuta para discutir seus métodos de solucionar crimes. |              |                                     |                     |                                                                                             |                         |                     |
| 80 | 9            | "Hard Knock Life"                   | Deborah Reinisch    | Talicia Raggs                                                                               | 21 de novembro de 2017  | 7.99                |
| Pride revisa evidências que sugerem que um grupo de garotos sem-teto são suspeitos do assassinato de um sub-oficial. |              |                                     |                     |                                                                                             |                         |                     |
| 81 | 10           | "Mirror, Mirror"                    | Geary McLeod        | Brad Kern & Lynne E. Litt                                                                   | 12 de dezembro de 2017  | 8.21                |
| Pride fica furioso ao saber que o ex-prefeito Hamilton está tentando fazer acordos para sair da prisão. A equipe corre para encontrar seu antigo parceiro e manter Hamilton preso. |              |                                     |                     |                                                                                             |                         |                     |
| 82 | 11           | "Monster"                           | Rob Greenlea        | Christopher Silber                                                                          | 2 de janeiro de 2018    | 9.10                |
| Pride é obrigado a deixar Percy fora de uma investigação de assalto em alta velocidade envolvendo seu antigo parceiro da AFT. |              |                                     |                     |                                                                                             |                         |                     |
| 83 | 12           | "Identity Crisis"                   | Gordon C. Lonsdale  | Taylor Streitz                                                                              | 9 de janeiro de 2018    | 8.70                |
| Com Pride ausente, Sebastian assume a liderança da equipe em um caso envolvendo seu antigo colega de classe acusado de assassinar seu sócio. Enquanto isso, o sistema de computação do escritório é invadido por um hacker habilidoso.                                                            |              |                                     |                     |                                                                                             |                         |                     |
| 84 | 13           | "Ties That Bind"                    | James Hayman        | Ron McGee & Katherine Beattie                                                               | 23 de janeiro de 2018   | 9.30                |
| Pride e a equipe investigam o assassinato de um sub-oficial que tocava em um bar noturno com sua mãe. Gregorio suspeita que o caso se relaciona com drogas. LaSalle recebe a notícia do falecimento de seu pai.                                                                                   |              |                                     |                     |                                                                                             |                         |                     |
| 85 | 14           | "A New Dawn"                        | Michael Zinberg     | Greta Heinemann                                                                             | 6 de fevereiro de 2018  | 8.38                |
| É Mardi Gras em New Orleans e a equipe investiga a morte de um oficial que tentava evitar que uma família fosse recrutada por um grupo terrorista. Wade ajuda na campanha para eleição do Prefeito de New Orleans.                                                                                |              |                                     |                     |                                                                                             |                         |                     |
| 86 | 15           | "The Last Mile"                     | Stacey K. Black     | Chad Gomez Creasey                                                                          | 27 de fevereiro de 2018 | 8.26                |
| A missão secreta do Agente Isler do FBI sobre roubo de drogas é colocada de lado e ele pede ajuda a Pride e sua equipe de forma não oficial. |              |                                     |                     |                                                                                             |                         |                     |
| 87 | 16           | "Empathy"                           | Tessa Blake         | Paul Guyot                                                                                  | 6 de março de 2018      | 8.44                |
| A equipe investiga o desaparecimento de uma assessora do Congresso sequestrada por homens que se passavam por agentes. LaSalle precisa tomar decisões difíceis sobe o comportamento de seu irmão.                                                                                                 |              |                                     |                     |                                                                                             |                         |                     |
| 88 | 17           | "Treasure Hunt"                     | Tony Wharmby        | Brooke Roberts                                                                              | 13 de março de 2018     | 9.25                |
| A investigação do assassinato de uma capitã da Marinha tem a colaboração do pai da vítima na busca por uma "flor de lis" de 200 anos. |              |                                     |                     |                                                                                             |                         |                     |
| 89 | 18           | "Welcome to the Jungle"             | James Withmore, Jr. | Christopher Silber & Austin Badgett                                                         | 27 de março de 2018     | 8.53                |
| Pride, Gregorio e Sebastian viajam para a América do Sul para ajudar um colega de Pride cuja missão do Exército foi comprometida. Percy recebe uma oferta de trabalho do FBI e reluta em dizer a Pride.                                                                                           |              |                                     |                     |                                                                                             |                         |                     |
| 90 | 19           | "High Stakes"                       | LeVar Burton        | Ron McGee                                                                                   | 3 de abril de 2018      | 8.43                |
| Percy e LaSalle participam disfarçados de um jogo de pôquer clandestino, cujos participantes tem acesso a um laboratório de pesquisa naval. Laurel visita seu pai durante as férias para conversar sobre seu futuro após a formatura. Nota: último episódio de Sonja Percy.                       |              |                                     |                     |                                                                                             |                         |                     |
| 91 | 20           | "Powder Keg"                        | Mary Lou Belli      | Talicia Raggs                                                                               | 17 de abril de 2018     | 8.46                |
| Pride e os clientes de seu bar, incluindo sua amiga Sydney Halliday que apareceu para uma visita após deixar o Exército, são feitos reféns por um grupo de assaltantes. |              |                                     |                     |                                                                                             |                         |                     |
| 92 | 21           | "Mind Games"                        | Gordon C. Lonsdale  | Greta Heinemann & Taylor Streitz                                                            | 1 de maio de 2018       | 8.13                |
| A equipe investiga o brutal assassinato de um piloto, que tem uma notável semelhança com um caso usado no treinamento de perfiladora de Gregorio. Ela descobre que pode ser a próxima vítima do assassino.                                                                                        |              |                                     |                     |                                                                                             |                         |                     |
| 93 | 22           | "The Assassination of Dwayne Pride" | Ed Ornellas         | Teleplay by: Ron McGee & Katherine Beattie Story by: Chad Gomez Creasey & Katherine Beattie | 8 de maio de 2018       | 8.11                |
| Pride é alvo de uma contundente acusação de uso excessivo de força. A equipe se preocupa com o vazamento de arquivos secretos usados como fonte para a acusação. Rita Deveraux previne Pride de que tudo é parte de uma conspiração para derrubá-lo e fechar o escritório do NCIS em New Orleans. |              |                                     |                     |                                                                                             |                         |                     |
| 94 | 23           | "Checkmate, Part I"                 | Jim Hayman          | Brad Kern                                                                                   | 15 de maio de 2018      | 9.44                |
| Pride enfrenta a acusação de abuso de poder e descobre quem está por trás de tudo. Então recruta uma equipe extraoficial para ajudá-lo a descobrir o motivo da acusação e qual é o objetivo. |              |                                     |                     |                                                                                             |                         |                     |
| 95 | 24           | "Checkmate, Part II"                | James Withmore, Jr. | Christopher Silber                                                                          | 15 de maio de 2018      | 9.44                |
| No episódio de season finale, a equipe corre contra o tempo para impedir um ataque terrorista na Fleet Week de comemoração do Tricentenário de New Orleans, enquanto LaSalle faz uma descoberta chocante sobre os negócios de sua família.                                                        |              |                                     |                     |                                                                                             |                         |                     |

## Audiências
| № | Título               | Exibição original  | Rating/share (18–49) | Audiência (em milhões) | DVR (18–49)    | Audiência em DVR (milhões) | Total (18–49)  | Audiência total (em milhões) |
| - | -------------------- | ------------------ | -------------------- | ---------------------- | -------------- | -------------------------- | -------------- | ---------------------------- |
| 1 | "Rogue Nation"       | September 26, 2017 | 1.0/4                | 8.78                   | 0.7            | 3.93                       | 1.7            | 12.71                        |
| 2 | "#1 Fan"             | October 3, 2017    | 1.0/4                | 9.23                   | N/A            | 3.45                       | N/A            | 12.69                        |
| 3 | "The Asset"          | October 10, 2017   | 1.0/4                | 9.52                   | N/A            | 3.10                       | N/A            | 12.62                        |
| 4 | "Dead Man Calling"   | October 17, 2017   | 1.1/4                | 9.54                   | 0.7            | 3.88                       | 1.8            | 13.42                        |
| 5 | "Viral"              | October 24, 2017   | 1.1/4                | 9.52                   | por determinar | por determinar             | por determinar | por determinar               |
| 6 | "Acceptable Loss"    | October 31, 2017   | 0.9/4                | 8.86                   | por determinar | por determinar             | por determinar | por determinar               |
| 7 | "The Accident"       | November 7, 2017   | por determinar       | por determinar         | por determinar | por determinar             | por determinar | por determinar               |
| 8 | "Sins of the Father" | November 14, 2017  | por determinar       | por determinar         | por determinar | por determinar             | por determinar | por determinar               |
| 9 | "Hard Knock Life"    | November 21, 2017  | por determinar       | por determinar         | por determinar | por determinar             | por determinar | por determinar               |

## Ligações Externas
- «Sítio oficial»
- NCIS: New Orleans no IMDb (em inglês)